# Thalassodes pilaria
Thalassodes pilaria là một loài bướm đêm trong họ Geometridae.